# Ana Carrillo Dominguez
Ana Carrillo Domínguez, plus connue sous le nom d’Anita Carrillo, née le 1er janvier 1898 à Cortes de la Frontera (province de Malaga) et décédée en 1974 à Madrid, est une militante communiste espagnole. Lors de la guerre civile espagnole, elle prend part aux combats au sein de l’Armée républicaine espagnole. 

## Biographie

### Jeunesse
Ana Carrillo Domínguez est née à Cortes de la Frontera dans la province de Malaga en Andalousie le 1er janvier 1898. Sa famille déménage à Malaga quand elle n’est encore qu’une enfant. À l’âge de 18 ans, elle épouse José Torrealba Ordonez, un membre du parti socialiste des travailleurs espagnols et part vivre à La Linea.

### Activité politique
En 1933, Ana Carrillo Domínguez participe activement à la campagne en faveur de l'homme politique Manuel Garcia Prieto dans le cadre des élections générales espagnoles de novembre. Elle contribue régulièrement à son journal La Razón. Elle fait le tour des villages de Serrania de Ronda et de Val del General pour rassembler les femmes et les inciter à voter en faveur de la révolution sociale, de la République espagnole et du socialisme. Après la révolution de novembre 1934 en Asturies et la répression menée contre le gouvernement républicain d'Alejandro Lerroux et de José Maria Gil-Robles y Quinones, Ana Carrillo quitte le parti socialiste des travailleurs espagnols et rejoint la station de radio du parti communiste espagnol à La Linea.
En février 1936, Ana Carrillo prend part à de nombreux rassemblements à La Linea pour appeler à voter en faveur du front populaire lors des élections générales d’Espagne. Elle prend pour la première fois la parole à Cadix en tant que représentante du parti communiste espagnol le 1er mai 1936 et elle clôture le discours de la soirée de lancement du parti en juin de la même année.

### La guerre civile espagnole et l'exil
Après la tentative de coup d’État menée contre le gouvernement de la Seconde République le 18 juillet 1936, Anna Carrillo s'enfuit à Gibraltar sous l'insistance de son mari Là-bas, elle entend des rapports erronés annonçant la mort de son époux et se déguise en « inglesa estrafalaria » (une Anglaise excentrique) pour récupérer son corps. Elle découvre qu'il est en réalité vivant et, à partir de là, elle rejoint, avec lui, la 15e Compagnie de Milice Antifasciste de Málaga. Leur compagnie est intégrée au Bataillon Mexico.
En janvier 1937, la 52e brigade mixte – d'abord connue sous le nom de « brigade B » – est créée, et le Bataillon Mexico y est intégré comme l'un de ses quatre bataillons. Anna Carrillo, en tant que capitaine de l'Armée populaire républicaine, y commande la compagnie des mitrailleuses.
Avec ce grade, et en tant que commandante par intérim en raison des blessures de son mari José Torrealba sur le front d'Estepona, Anna Carrillo organise l'évacuation des blessés de l'hôpital de Málaga avant l'imminente capture de la ville par les troupes nationalistes au début de février 1937. Elle est blessée lors de la Desbandá, le massacre commis par les forces nationalistes visant les personnes fuyant Malaga à pied après la prise de la ville. Elle raconte les événements lors d'une interview avec Margarita Nelken pour le magazine Estampa en mars 1937.
L'armée républicaine décide peu après de retirer les femmes de la ligne de front et du commandement des troupes, mettant ainsi fin à sa carrière militaire. Le 20 juin 1937, le directeur général de la Sécurité recommande Anna Carrillo comme agente pour les services d'espionnage derrière les lignes ennemies. Le 3 mars 1938, le gouvernement franquiste l'arrête. À la suite de la victoire de Francisco Franco, elle s'exile à Tanger en 1939.
En août 1954, Ana Carrillo est arrêtée à Tétouan, dans le protectorat espagnol du Maroc, et transférée sur le continent espagnol. Elle est emprisonnée pendant un an avant d'être graciée. Elle retourne à Tanger.

### Décès
Anita Carrillo Domínguez meurt en 1974 à Madrid.